# Симаш, Мариу
Мариу Травасуш Алуа ди Каштру Симаш (порт. Mário Travassos Alua de Castro Simas; Пустой шаблон {{ВД-Преамбула}} ) — португальский пловец. Участник летних Олимпийских игр 1948 года.

## Биография
Мариу Симаш родился 16 февраля 1922 года в португальском городе Орта.
Выступал в соревнованиях по плаванию за «Алжиш», «Дафунду» и «Эшторил Прая» из Эшторила. В 1938—1948 годах несколько раз становился чемпионом и рекордсменом Португалии.
В 1947 году участвовал в чемпионате Европы в Монте-Карло. В плавании на 100 метров на спине занял в финале последнее, 7-е место, показав результат 1 минута 11,6 секунды и уступив 4 секунды завоевавшему золото Жоржу Валлерею из Франции.
В 1948 году вошёл в состав сборной Португалии на летних Олимпийских играх в Лондоне. На дистанции 100 метров на спине занял в четвертьфинальном заплыве 4-е место с результатом 1.12,8.
Умер 4 января 2015 года.